# ترانه آفتاب
ترانه آفتاب (ایتالیایی: La canzone del sole) یک فیلم کمدی در ژانر کمدی به کارگردانی مکس نویفد است که در سال ۱۹۳۳ منتشر شد. از بازیگران آن می‌توان به ویتوریو دسیکا و لیویو پاوانلی اشاره کرد.